# Брюлар, Мишель-Луи
Блаженный Мишель-Луи Брюлар (фр. Michel-Louis Brulard) (имя в монашестве неизвестно; 11 июня 1758 года, Шартр, Французское королевство — 25 июля 1794 года, остров Иль-Мадам (фр. l'île Madame) близ Рошфора, Французская республика) — священник Римско-католической церкви, член Ордена босых братьев Пресвятой Девы Марии с горы Кармил (O.C.D.), мученик.

## Биография
Луи-Мишель Брюлар родился в Шартре 11 июня 1748 года. Принял монашеский постриг в Ордене босых братьев Пресвятой Девы Марии с горы Кармил в монастыре в Шарантоне, недалеко от Парижа. Монашеское имя ныне неизвестно. Там же был рукоположен в священники.
Во время Великой Французской революции, за отказ от присяги новому государству, он был арестован, приговорен к депортации и каторжным работам во Французской Гвиане. Из тюрьмы его перевезли трюм корабля «Два акционера». Судно осталось в порту из-за блокады побережья флотом Великобритании. Приговорённые к депортации находились в кубрике корабля в тяжёлых условиях. В июне 1794 года среди заключенных началась эпидемия тифа, они страдали от голода, холода и жестокого обращения. Не выдержав испытаний, Мишель-Луи Брюлар умер от пневмонии 25 июля 1794 года.

## Почитание
Ежегодно с 1910 года в августе католики совершают паломничество на остров к месту захоронения клириков. 1 октября 1995 года Папа Иоанн Павел II причислил Мишеля-Луи Брюлара к лику блаженных, вместе с шестьюдесятью тремя другими священниками и монашествующими — мучениками времён Великой Французской революции
Литургическая память ему совершается в Римско-католической церкви 25 июля, в день его смерти и 18 августа с двумя другими мучениками близ Рошфора из Ордена босых братьев Пресвятой Девы Марии с горы Кармил — Жаном-Батистом Дювернеем и Жаком Ганьо.